# Rulantica
Koordinaten: 48° 15′ 38″ N, 7° 44′ 24″ O
Rulantica ist ein Wasserpark in Rust im Ortenaukreis in Baden-Württemberg. Die Gesamtfläche beträgt 45 ha, von denen etwa 15 ha bebaut sind.
Der Name ist ein Kofferwort aus Rust und Atlantik und bezeichnet eine fiktive Insel im Nordmeer.
Mit 1,2 Millionen Besuchern hatte Rulantica 2023 die dritthöchste Besucherzahl von allen Wasserparks in Deutschland (hinter der Therme Erding und Tropical Islands), und die siebthöchste in der EU.

## Geschichte

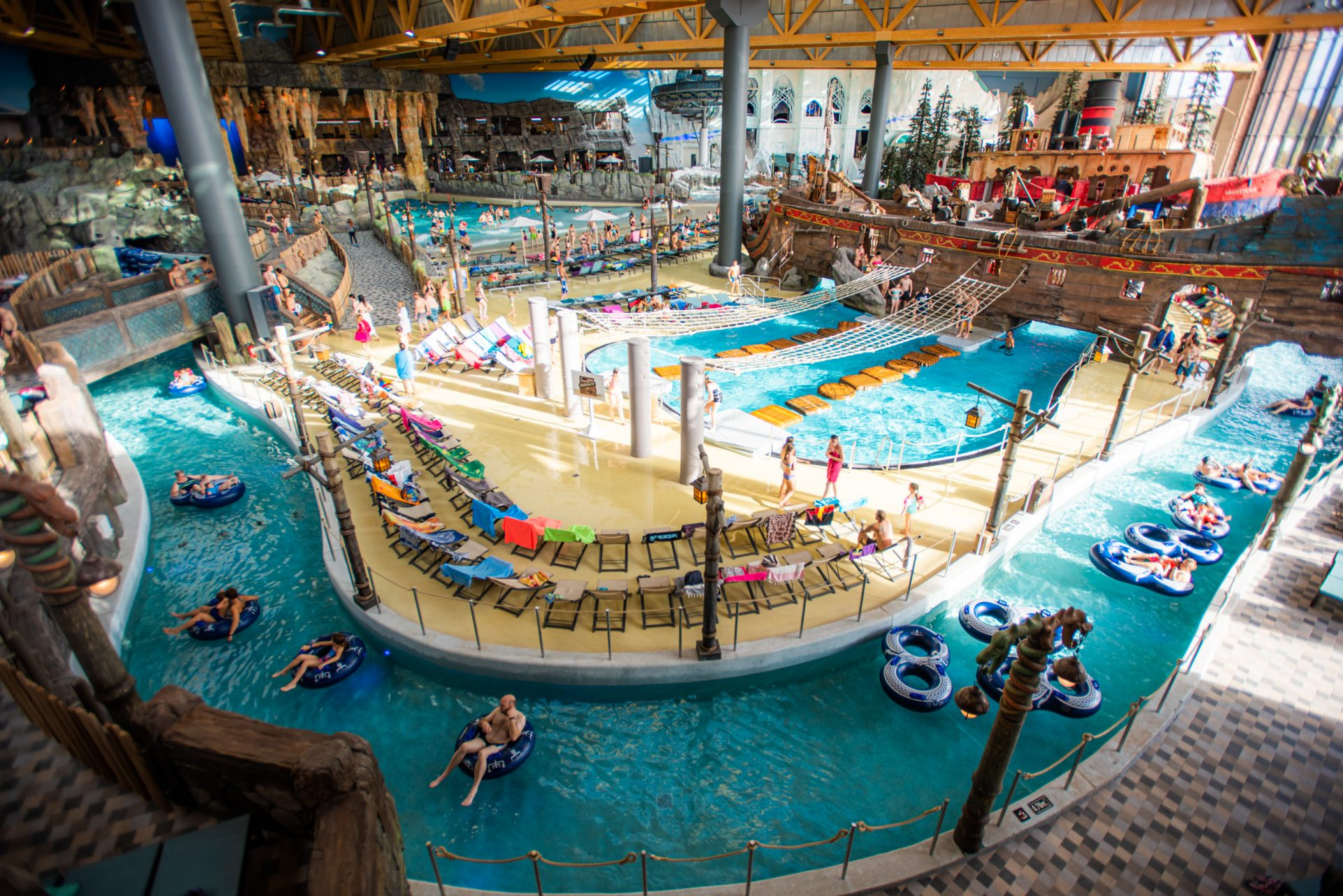
Teil des Innenbereichs (2020)

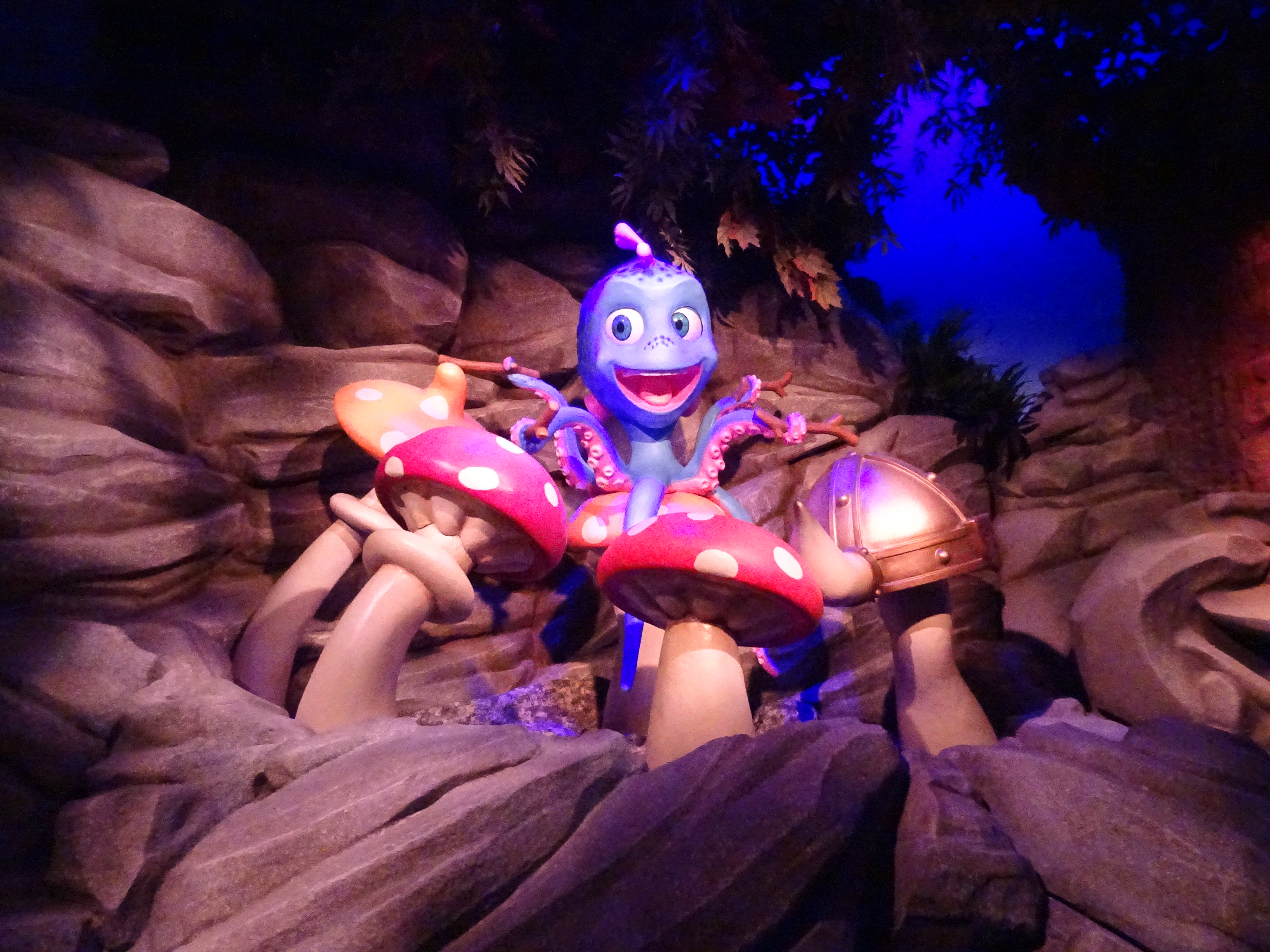
Maskottchen Snorri

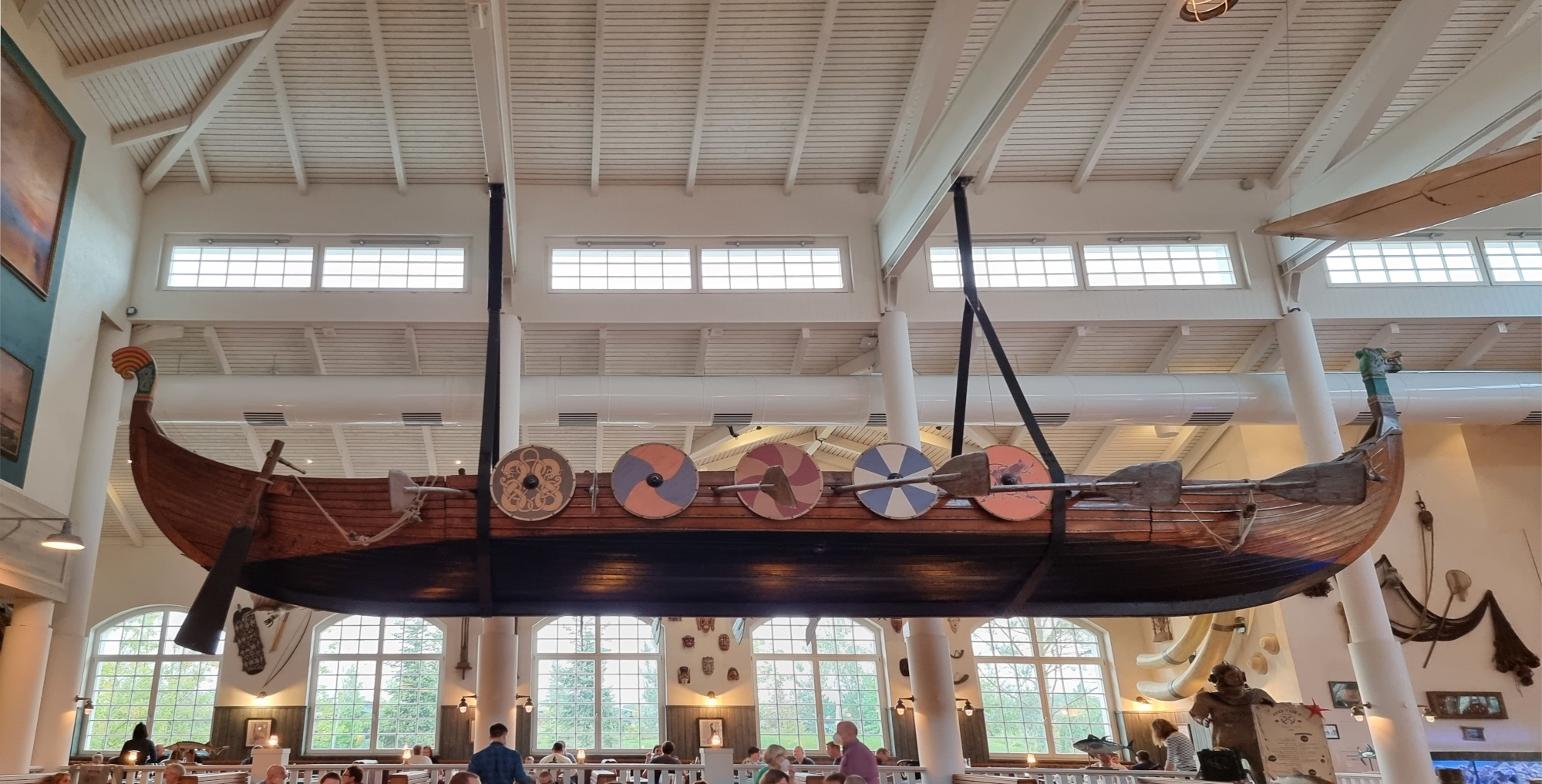
Das Schiff Wiking Saga im Hotel Krønasår (2021)

Das Hotel Krønasår wurde am 31. Mai 2019 mit 1300 Betten eröffnet.
Am 28. November 2019 wurde Rulantica für Besucher geöffnet. Bis dahin waren die Gesamtkosten auf 180 Millionen Euro gestiegen, 70 Millionen kostete der Neubau des Hotels Krønasår.
Rulantica wird von der Europa-Park GmbH & Co Mack KG betrieben, ist aber räumlich nicht Bestandteil des Europa-Parks.
Am 16. Oktober 2020 wurde der Wellnessbereich Hyggedal durch Roland Mack eröffnet.
Im Juni 2021 wurden mehrere Außenbereiche mit einer Gesamtgröße von 9000 m² eröffnet. Unter anderem wurde mit Snorri Snorkling VR eine Unterwasser-Attraktion auf Basis von Virtual Reality eröffnet. Außerdem eröffneten die Außenbereiche Svalgurok und Snorri Strand. 
Im Jahr 2022 kam die Attraktion Tønnevirvel hinzu. 2023 wurde der Wasserpark mit der 8-spurigen Wettrennrutsche Vikingløp erweitert.
2025 wurde ein weiteres Außenbecken (Svømmepøl) mit Poolbar und erstmals auch ein Becken mit Schwimmbahnen eröffnet.

## Konzept
Rulantica stellt eine fiktive Insel im Nordmeer dar. Sie ist in Themenbereiche unterteilt, die von Fantasiewesen bevölkert werden (Meerjungfrauen, Trolle, Seeungeheuer usw.). Allen Bereichen und Attraktionen ist ein skandinavisches Thema gemein. Der Park hat eine Maximalkapazität von 5000 Besuchern pro Tag. Das Hotel Krønasår ist einem Naturkundemuseum nachempfunden, in dem verschiedene Exponate zu sehen sind, die auf fiktiven Rulantica-Figuren basieren, aber auch nicht-fiktive Exponate, wie beispielsweise die Wiking-Saga, mit der Burghard Pieske den Atlantik überquerte.
Das Maskottchen von Rulantica ist ein blauer, sechsgliedriger Oktopus mit Hörnerhelm namens Snorri.

### Musical
Das Musical Rulantica wurde von Hendrik Schwarzer komponiert, im Mai 2018 im „Europa-Park-Teatro“ im italienischen Themenbereich des Europa-Parks uraufgeführt und hat eine Spielzeit von 45 Minuten.

## Attraktionen
Rulantica verfügt über 40.300 m² Indoor-Wasserparkfläche, ausgestattet mit mehreren Wasserbecken, Poolbars, Wellnessbereich (drei Saunen, ein Dampfbad und zwei Dachterrassen), und 28 Wasserrutschen in 15 Themenbereichen (Rangnakor, Svalgurok, Frigg Tempel, Svømmepøl, Skip Strand, Vinterhal, Trolldal, Hyggedal, Skog Lagune, Snorris Saga, Lumafals, Vildstrøm, Dynstrønd, Nordiskturn, Snorri Snorkling VR und Snorri Strand.)
Die meisten Attraktionen befinden sich in Innenräumen, wobei Svalgurok der größte Themenbereich im Freien ist. Er ist 9.000 m² groß, besteht aus neun Rutschen und verfügt über eine 2500 l fassende Eimerdusche.
Eine Attraktion, die sich ursprünglich im Freien befunden hat, ist das Wasserkarussell Tønnevirvel, in dem sich die Badegäste eine Wasserschlacht mit kurbelbetriebenen Wasserspritzkanonen liefern können. 2024 wurde Tønnevirvel überdacht.
Weitere Attraktionen sind ein Wellenbad (nach eigener Aussage das größte in Deutschland), ein Wildwasserfluss (Vildstrøm) und ein thematisierter Lazy River mit Reifen (Snorris Saga).
Folgend eine Übersicht über die Rutschen (Stand 2023):

### Wasserrutschen
| Name          | Themenbereich | Typ                        | Hersteller   | Mindestgröße | Mindestalter | Eröffnung | Anmerkungen                                     | Länge |
| ------------- | ------------- | -------------------------- | ------------ | ------------ | ------------ | --------- | ----------------------------------------------- | ----- |
| Stormvind     | Vinterhal     | Trichterrutsche            | ProSlide     | 110 cm *     | 10 *         | 2019      | 1er/2er Reifen                                  | 136 m |
| Isbrekker I   | Vinterhal     | Sprungrutsche              | Aquarena     | 125 cm       | 10           | 2019      | nur für Schwimmer                               | 13 m  |
| Isbrekker II  | Vinterhal     | Sprungrutsche              | Aquarena     | 125 cm       | 10           | 2019      | nur für Schwimmer                               | 13 m  |
| Vinter Rytt   | Vinterhal     | Halfpipe-Rutsche           | ProSlide     | 125 cm       | 10           | 2019      | 4er Reifen                                      | 153 m |
| Svalgur Rytt  | Vinterhal     | Rafting-Rutsche            | ProSlide     | 110 cm *     | 10 *         | 2019      | 4er Reifen                                      | 208 m |
| Två Fall      | Vinterhal     | Rasante Röhrenrutsche      | ProSlide     | 110 cm *     | 10 *         | 2019      | 1er/2er Reifen                                  | 133 m |
| Översnurra    | Skip Strand   | Röhrenrutsche              | Aquarena     | 110 cm       | 10 *         | 2019      |                                                 | 30 m  |
| Överstor      | Skip Strand   | Breitrutsche für Familien  | Aquarena     | 110 cm       | 10 *         | 2019      |                                                 | 16 m  |
| Översnabb     | Skip Strand   | offene Kinderrutsche       | Aquarena     | 110 cm       | 10 *         | 2019      |                                                 | 18 m  |
| Vildstrøm     | Vildstrøm     | Wildwasserbach             | API Waterfun | 125 cm *     | 8 *          | 2019      | zwei unterschiedliche Verläufe wählbar          |       |
| Snorri’s Saga | Snorri’s Saga | Lazy River                 |              | 125 cm       | 8 *          | 2019      | 1er-Reifen                                      |       |
| Kullerbuller  | Trølldal      | Kinderrutsche              | Aquarena     | 95–150 cm    | 3–12 *       | 2019      | für kleinere Kinder                             | 16 m  |
| Schabernakker | Trølldal      | Kinderrutsche              | Aquarena     | 95–150 cm    | 3–12 *       | 2019      | für kleinere Kinder                             | 24 m  |
| Tommelplums   | Trølldal      | Kinderrutsche              | Aquarena     | 95–150 cm    | 3–12 *       | 2019      | für kleinere Kinder                             | 20 m  |
| Hugin         | Rangnakor     | Wettrennrutsche            | ProSlide     | 110 cm *     | 8 *          | 2019      | 1er/2er Reifen                                  | 148 m |
| Munin         | Rangnakor     | Wettrennrutsche            | ProSlide     | 110 cm *     | 8 *          | 2019      | 1er/2er Reifen                                  | 148 m |
| Dugdrob       | Rangnakor     | AquaRocket-Rutsche         | Aquarena     | 140 cm       | 12           | 2019      | Teilweise Röhre aus Acrylglas mit freier Sicht. | 121 m |
| Vildfål       | Rangnakor     | AquaRocket-Rutsche         | Aquarena     | 140 cm       | 12           | 2019      | Teilweise Röhre aus Acrylglas mit freier Sicht. | 121 m |
| Vragrok       | Svalgurok     | Röhren-Rutsche             | ProSlide     | 100 cm       | 4            | 2021      |                                                 | 14 m  |
| Falrok        | Svalgurok     | Röhren-Rutsche             | ProSlide     | 110 cm       | 8            | 2021      |                                                 | 51 m  |
| Stormrok      | Svalgurok     | Trichterrutsche            | ProSlide     | 125 cm       | 12           | 2021      |                                                 | 39 m  |
| Spiralrok     | Svalgurok     | Röhren-Rutsche             | ProSlide     | 110 cm       | 8            | 2021      |                                                 | 36 m  |
| Isrok         | Svalgurok     | Röhren-Rutsche             | ProSlide     | 100 cm       | 4            | 2021      |                                                 | 23 m  |
| Vågorrok      | Svalgurok     | Wettrennrutsche (2-spurig) | ProSlide     | 110 cm       | 8            | 2021      |                                                 | 33 m  |
| Skiprok       | Svalgurok     | Röhren-Rutsche             | ProSlide     | 100 cm       | 4            | 2021      |                                                 | 12 m  |
| Slalomrok     | Svalgurok     | Röhren-Rutsche             | ProSlide     | 110 cm       | 8            | 2021      |                                                 | 48 m  |
| Istapprok     | Svalgurok     | Röhren-Rutsche             | ProSlide     | 100 cm       | 4            | 2021      |                                                 | 23 m  |
| Vikingløp     | Nordiskturn   | Wettrennrutsche (8-spurig) | ProSlide     | 110 cm       | 10           | 2023      | Matten (bäuchlings)                             | 187 m |

Alle Rutschen wurden von dem österreichischen Hersteller Aquarena Freizeitanlagen GmbH und dem kanadischen Hersteller ProSlide Technology Inc. für Rulantica entworfen und gebaut.

## Technik
Die Wasserversorgung des Parks wird durch eigene Brunnen auf dem Gelände mit einer Jahresförderleistung von 150.000 m³ sichergestellt, die aus dem Oberrhein-Aquifer gespeist werden. Etwa 25 Prozent der für Rulantica benötigten elektrischen Energie wird mit Photovoltaik erzeugt, die auf der Überdachung der Parkplätze installiert ist.

## Auszeichnungen
- 2025 – 1. Platz des Parkscout Publikums Award 2024/2025 in der Kategorie Bestes Erlebnisbad[24]

## Verkehrsanbindung

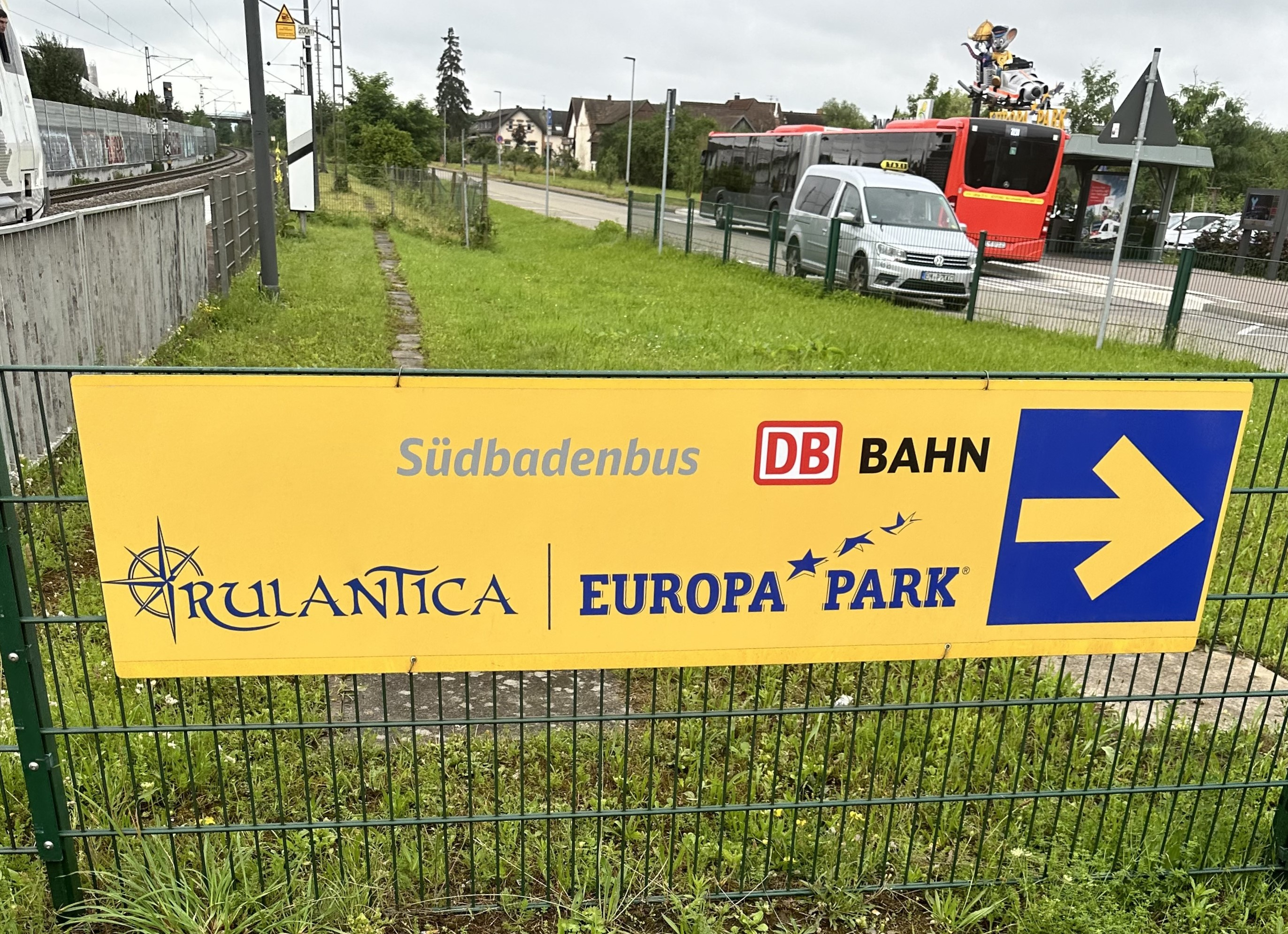
Wegweiser am Bahnhof Ringsheim/Europa-Park (Gleis 1)

Das Gelände von Rulantica liegt im Osten von Rust etwa 30 km nördlich von Freiburg im Breisgau und 28 km südöstlich von Offenburg, in unmittelbarer Nähe des Europa-Parks.
Mit dem ÖPNV ist Rulantica über den Bahnhof Ringsheim/Europa-Park und Linienbus-Verbindungen des Südbadenbus und Rust-Bus erreichbar. Die Busse verkehren zwischen dem Wasserpark, den Europa-Park Resort Hotels sowie wie dem Europa-Park selbst.

## Veröffentlichungen
Die Europa-Park GmbH & Co Mack KG hat in Zusammenarbeit mit dem Coppenrath Verlag aus Münster die Rulantica-Romanreihe veröffentlicht. Sie umfasst drei Bände, geschrieben von Michaela Hanauer:
- Hanauer, Michaela; Vogt, Helge (2019): Die verborgene Insel (Bd. 1). Münster: Coppenrath Verlag. ISBN 978-3-649-63490-4.
- Hanauer, Michaela; Vogt, Helge; Ihle, Jörg; Mack, Michael (2020): Die Verschwörung der Götter (Bd. 2). Münster: Coppenrath Verlag. ISBN 978-3-649-63767-7.
- Hanauer, Michaela; Vogt, Helge (2022): Rulantica (Bd. 3): Der Feuerberg erwacht (Bd. 3). Münster: Coppenrath Verlag. ISBN 978-3-649-64315-9.